# Suur-Pahila
Suur-Pahila (Duits: Groß Pahidall) is een plaats in de Estlandse gemeente Saaremaa, provincie Saaremaa. De plaats heeft de status van dorp (Estisch: küla) en telt 21 inwoners (2021).
Tot in oktober 2017 behoorde Suur-Pahila tot de gemeente Orissaare en sindsdien tot de fusiegemeente Saaremaa.
Bij het dorp staat een voormalige offersteen, de Härjakivi.

## Geschiedenis
De plaats werd voor het eerst genoemd in 1645 onder de Duitse naam Groß Pahidall. De nederzetting hoorde bij het landgoed van Maasi, waar ook het zuidelijker gelegen Väike-Pahila (Klein Pahidall) bij hoorde.
Tussen 1977 en 1997 waren Suur-Pahila en Väike-Pahila één dorp onder de naam Pahila.